# Alexander-Quadrille
Die  Alexander-Quadrille ist eine Quadrille von Johann Strauss (Sohn) (op. 33). Sie wurde am 16. Juni 1847 vor dem Kaffeehaus Metzl in Wien erstmals aufgeführt.

## Einzelnachweis
1. ↑  Quelle: Englische Version des Booklets (Seite 45) in der 52 CDs umfassenden Gesamtausgabe der Orchesterwerke von Johann Strauß (Sohn), Hrsg. Naxos (Label). Das Werk ist als erster Titel auf der 15. CD zu hören.